# Hans Abbing
Hans Abbing (Utrecht, 14 maart 1946) is een Nederlands kunstenaar, econoom en socioloog.

## Loopbaan
Na een studie economie aan de universiteit van Groningen, die hij in 1970 cum laude afsloot, werkte hij aanvankelijk in Groningen, en later enige jaren bij het Ministerie van Cultuur, Recreatie en Maatschappelijk Werk. In 1978 ging hij studeren aan de Gerrit Rietveld Academie in Amsterdam, die hij in 1983 met een diploma verliet. Aanvankelijk maakte hij veel schilderijen en grafiek, maar later is hij zich meer gaan bezighouden met tekeningen, vaak koppen of naakten in kleur, en fotografie, waarin hij veel gebruik maakte van vervormingen.
Ondertussen hield en houdt hij zich ook bezig met economie, speciaal de economie van de kunst. Van 1990-2005 gaf hij les aan de Rotterdamse Erasmus Universiteit, waar hij in 2002 promoveerde. Van september 2005 tot augustus 2008 was Abbing bijzonder hoogleraar in de kunstsociologie aan de Universiteit van Amsterdam, waar hij de Boekman-leerstoel bekleedde. 

## Publicaties
- Economie en cultuur. De subsidieproblematiek in de economische theorie, alsmede aanzetten tot een economie van de kunsten. Den Haag, Staatsuitgeverij, 1978.
- Een Economie van de Kunsten. Beschouwingen over kunst en kunstbeleid. Groningen, Historische Uitgeverij Groningen, 1989 (2e druk 1993).
- Why are Artists Poor? The Exceptional Economy of the Arts. Amsterdam, Amsterdam University Press, 2002 (proefschrift).
- From high art to nex art. Amsterdam, Vossiuspers UvA, 2006 (inaugurele rede).
- Van hoge naar nieuwe kunst. [Groningen], Historische uitgeverij, 2009.
- The Changing Social Economy of Art, Are the Arts becoming Less Exclusive, Palgrave 2019.
- The Economies of Serious and Popular Art. How they Diverged and Reunited, Palgrave 2022.

## Kunstenaarsbijdragen aan publicaties
- K.P. Kaváfis, Twaalf gedichten. [Amsterdam], Sub Signo Libelli, 1982 [ets]
- Peter Heringa onder het pseudoniem Leberecht, A phoenix too infrequent. Amsterdam, Phoenix Editions, 1982 [ets]

## Familie
Hans Abbing is een lid van het patriciaatsgeslacht Abbing en een zoon van Pieter Johan Roscam Abbing (1914-1996), hoogleraar theologie aan de Rijksuniversiteit Groningen en Anna Christiana Valeton (1912-2002), theologe en oud-geestelijk verzorgster in een ziekenhuis. Hij is een broer van Ernst Willem Roscam Abbing, hoogleraar sociale geneeskunde, en een zwager van Henk van Os en van oprichter van de Laurenscantorij Barend Schuurman.